# MT-RNR1

جایگاه ژن MT-RNR1 بر روی رشتهٔ H از ژنوم میتوکندری انسان. این ژن یکی از دو ژن آران‌ای ریبوزومی میتوکندری در انسان است. (نوار آبی‌رنگ).

آران‌ای ۱۲اس کُدشونده توسط میتوکندری (انگلیسی: Mitochondrially encoded 12S ribosomal RNA) بخشی از زیرواحد کوچک ریبوزوم میتوکندری است که در انسان توسط ژن «MT-RNR1» کُدگذاری می‌شود. طول این ژن، ۹۵۹ نوکلئوتید است و بر روی بازوی کوچک دی‌ان‌ای میتوکندریایی در جایگاه شماره ۱۲ قرار دارد و از ۹۵۳ جفت باز تشکیل شده‌است.
آران‌ای ۱۲اس کُدشونده توسط میتوکندری، هم‌ساخت میتوکندریال آران‌ای ریبوزومی ۱۶اس در پروکاریوت‌ها و آران‌ای ریبوزومی ۱۸اس در یوکاریوت‌هاست. جهش در ژن ژن «MT-RNR1» با بروز ناشنوایی در ارتباط است.

## عملکرد
ژن «MT-RNR1» پروتئینی را کدگذاری می‌کند که در حساسیت سلول‌ها به انسولین و هم‌ایستایی متابولیک نقش دارد. پروتئین یاد شده، بازدارندهٔ چرخهٔ فولات است و در نتیجه بیوسنز پورین جدید را مهار می‌کند و بدین ترتیب، مادهٔ واسط «۵-آمینوایمیدازول-۴-کربوکسامید» (AICAR) و همچنین «پروتئین‌کیناز فعال‌شدهٔ-۵'-آدنوزین مونوفسفات» (AMPK) تجمع می‌یابد. این پروتئین همچنین از بروز مقاومت به انسولین وابسته به سن و رژیم غذایی و همچنین چاقی ناشی از رژیم غذایی جلوگیری می‌کند.

## اهمیت بالینی

### ناشنوایی غیرسندرمی میتوکندریایی
جهش در ژن «MT-RNR1» سبب ابتلای دیرهنگام به «ناشنوایی غیرسندرمی میتوکندریال» در اثر سمیت گوشی داروهای آمینوگلیکوزید می‌شود. در این حالت، درجات متفاوتی از کاهش شنوایی حسی - عصبی رخ می‌دهد که با علائم دیگری همراه نیست. بیشتر انواع ناشنوایی‌های غیرسندرمی با آسیب به ساختار گوش درونی و ناشنوایی دائمی همراه است. مشخص گردیده که سه نوع جهش در این ژن موجب ناشنوایی خواهد شد.

### کمبود کمپلکس ۴ زنجیرهٔ تنفسی میتوکندری
جهش در ژن «MT-RNR1» با بروز کمبود  کمپلکس ۴ زنجیرهٔ تنفسی میتوکندری مرتبط است که به آن «کمبود سیتوکروم اکسیداز سی» هم می‌گویند. این بیماری نادر ژنتیکی، بخش‌های مختلفی از بدن از جمله ماهیچه اسکلتی، قلب، مغز و کبد را تحت تأثیر قرار می‌دهد. علائم شایع آن شامل میوپاتی، هیپوتونی، انسفالوپاتی، اسیدوز لاکتیک و کاردیومیوپاتی هیپرتروفیک است. در یکی از بیماران مبتلا، جهش «9952G>A» مشاهده شد.